# Conyza subspicata
Conyza subspicata là một loài thực vật có hoa trong họ Cúc. Loài này được Phil. mô tả khoa học đầu tiên.